# Úrsula León
Úrsula Desilú León Chempén (Tacna, 27 de marzo de 1971) es una abogada y funcionaria pública peruana. Es la ministra de Comercio Exterior y Turismo del Perú, desde septiembre de 2024, en el gobierno de Dina Boluarte.
Desde 2009 ha sido Secretaria General de varios ministerios peruanos en varias ocasiones, en particular fue Secretaria General de la Presidencia del Ministro de 2019 a 2020 con una interrupción. También fue viceministra de Justicia en (2020) y viceministra de Pesca y Acuicultura de 2020 a 2021 y 2022 a 2024.

## Biografía
Úrsula Desilú León Chempén, Nació en Tacna el 27 de marzo de 1971. 
Estudio para abogada y 
Realizó una maestría en Derecho corporativo en la Universidad Católica de Santa María en Arequipa.

### Trayectoria
Desde 2006, se desempeñó como asesora jurídica en el Ministerio de Salud del Perú, y desde noviembre de 2008 en el Despacho del Ministro. Fue secretaria general del Ministerio de Salud, desde mediados de 2009 hasta agosto de 2011. Finalmente asumió como secretaria general del Ministerio de Educación en agosto de 2011; renunció en diciembre de 2016 después de que el ministro de Educación, Jaime Saavedra, fuera derrocado en una moción de censura liderada por el partido Fuerza Popular. 
Fue titular de la Municipalidad Metropolitana (Gerencia Municipal Metropolitana) de Lima, entre junio de 2017 y diciembre de 2018.
En junio de 2019, el primer ministro Salvador del Solar la nombró secretaria general de la Presidencia del Consejo de Ministros; también lo fue para su sucesor Vicente Zeballos hasta junio de 2020. Como parte de la pandemia de COVID-19 en Perú, la comisión multisectorial de alto nivel (Comisión Multisectorial de Alto Nivel) para combatir el coronavirus fue convocada por el gobierno en marzo de 2020 y León fue designado como su secretario general y portavoz de prensa. El 23 de julio de 2020, la nueva ministra de Justicia, Ana Neyra, la designó a su Viceministerio de Justicia. Permaneció así hasta el 8 de agosto de 2020, cuando dimitió para volver a ser secretaria general de la Oficina del primer ministro (bajo la dirección de Walter Martos), ejerciendo el cargo hasta el 9 de noviembre del mismo año, con la censura del presidente Martín Vizcarra y fin de su gobierno. El 24 de noviembre de 2020 fue nombrada viceministra de Pesca y Acuicultura por el Ministro de la Producción, José Luis Chicoma. Renunció el 10 de diciembre de 2021.

### Ministra de Estado
El 3 de septiembre de 2024, fue nombrada y juramenta por la presidenta Dina Boluarte, como ministra de Comercio Exterior y Turismo del Perú.
El 14 de mayo del 2025, fue ratificada en su cargo, luego de la renuncia, el día anterior, del Presidente del Consejo de Ministros Gustavo Adrianzen, juramentando como parte de un nuevo gabinete ministerial presidido por Eduardo Arana Ysa.